# Roccafranca
Roccafranca ist eine norditalienische Gemeinde (comune) mit 4905 Einwohnern (Stand 31. Dezember 2023) in der Provinz Brescia in der Lombardei. Die Gemeinde liegt etwa 26 Kilometer westsüdwestlich von Brescia am Parco dell'Oglio Nord und grenzt unmittelbar an die Provinzen Bergamo und Cremona. Der Oglio bildet die westliche Grenze der Gemeinde.